# Bundesarbeitsgemeinschaft für Straffälligenhilfe
Die Bundesarbeitsgemeinschaft für Straffälligenhilfe (BAG-S) e.V. ist eine gemeinnützig tätige Fachorganisation, die die Hilfen für straffällig gewordene Menschen verbessern und erweitern will. Sie vertritt generell die Interessen der Freien Straffälligenhilfe in Deutschland.

## Gründung, Mitgliedsverbände und Vorstand
Der Verein wurde 1990 gegründet und hat seinen Sitz in Berlin. Mehrere Wohlfahrtsverbände (Bundesverband der Arbeiterwohlfahrt, Deutscher Caritasverband, Deutsches Rotes Kreuz, Diakonie Deutschland, Der Paritätische Wohlfahrtsverband, Zentralwohlfahrtsstelle der Juden in Deutschland) sowie der Fachverband für Soziale Arbeit, Strafrecht und Kriminalpolitik (DBH) e. V. haben sich in ihm zusammengeschlossen. Das DRK hat zwischenzeitlich die BAG-S verlassen. Der Verein wird vom Bundesministerium für Arbeit und Soziales gefördert.
Der Vorstand besteht aus Personen, die von den Mitgliedsverbänden entsandt und von den Delegierten in der Mitgliederversammlung gewählt werden. Der Vorsitz wird in der Regel alle zwei Jahre von einem anderen Mitgliedsverband gestellt. Vorsitzende ist derzeit Alexandra Weingart vom Deutschen Caritasverband. Geschäftsführerin ist seit 2022 Christina Müller-Ehlers.

## Finanzierung
Die BAG-S wird hauptsächlich finanziert durch die Förderung der Bundesregierung, die Beiträge der Mitgliedsverbände, die von der Geschäftsstelle zu erzielenden Erlöse aus Veröffentlichungen und aus Spenden.

## Ziele und Leistungen
Der Verein will das öffentliche Bewusstsein zugunsten der Integration und Resozialisierung der straffällig Gewordenen stärken. Dabei informiert er die zuständigen Stellen und die Massenmedien durch Publikationen (etwa einen Informationsdienst, eine Erwachsenen- und eine Jugendlichen-Broschüre) sowie durch Presse-, Hörfunk-, Fernseh- und Internetbeiträge über das Thema. Er führt ferner Pressegespräche, Foren und Tagungen zu aktuellen Problemen durch. Er engagiert sich auch sozial- und kriminalpolitisch, um etwas gegen die Ausgrenzung und Diskriminierung der Strafgefangenen zu tun.
Zu den Veröffentlichungen des Vereins gehören:
- Informationsdienst Straffälligenhilfe: Dreimal jährlich erscheint in einer Auflage von 1000 Exemplaren die Zeitschrift Informationsdienst Straffälligenhilfe mit Beiträgen aus Wissenschaft und Praxis. Ältere Ausgaben sind auf der Website frei zugänglich.[1]
- Wegweiser für Inhaftierte, Entlassene und deren Familien: Eine Broschüre mit praktischen Informationen rund um die Inhaftierung und die Zeit nach der Entlassung. Sie enthält auch Adressen von Hilfsangeboten der freien Straffälligenhilfe in ganz Deutschland. Die Broschüre ist für Gefangene kostenlos und erscheint in verschiedenen Übersetzungen.[2]
- Jugendbroschüre: Diese Broschüre erklärt in verständlicher Art und Weise das Jugendstrafrecht, das Strafverfahren und die Sanktionen bei Jugendlichen dargestellt. Warum gibt es überhaupt ein eigenes Jugendstrafrecht? Welche Akteure sind beteiligt? Was ist der Unterschied zwischen „Erziehungsmaßregeln“ und „Zuchtmitteln“? Zudem gibt es ein Kapitel über Jugendliche als Betroffene von Straftaten sowie eine Übersicht über Hilfsangebote.
- Newsletter: Ein monatlicher Newsletter informiert über aktuellen Themen aus der Kriminalpolitik und der Straffälligenhilfe in Deutschland.[3]
- Stellungnahmen und Infoblätter: Der Verein veröffentlicht regelmäßig in Zusammenarbeit mit den Verbänden Stellungnahmen zu Gesetzesvorhaben oder kriminalpolitischen Entwicklungen des Bundes und der Länder.

Alle drei Jahre veranstaltet der Verein eine Bundestagung. Die letzte fand 2023 in Berlin statt und beschäftigte sich mit der Situation von Menschen mit psychischen Beeinträchtigungen im Strafvollzug und nach der Entlassung.

## Aufgaben
Inhaltlich befasst sich der Verein mit allen Themen, die Inhaftierte und ihre Angehörigen betreffen. Ziel ist es, die Einrichtungen der Mitgliedsverbände, aber auch die Öffentlichkeit zu beraten und zu informieren.
Ein wiederkehrendes Thema ist, die Entlohnung der Arbeitsleistung der Inhaftierten ebenso wie die Inhalte der Arbeit und die Bildungschancen zu verbessern, die späteren Arbeitsmarktchancen zu steigern, die Situation der betroffenen Familien zu lindern und dafür zu sorgen, dass Strafgefangene künftig sozialversicherungsrechtlich besser abgesichert werden. Das soll vor allem dadurch geschehen, dass sie im Einklang mit den in § 3 des Strafvollzugsgesetzes formulierten Vollzugszielen in die Rentenversicherung einbezogen werden. Im Mai 2011 gehörte die BAG-S zu den ersten Unterzeichnern einer Petition an den Deutschen Bundestag, in der der Rentenversicherungsschutz für Strafgefangene gefordert wird. Am 17./18. Juni 2015 beschloss die Justizministerkonferenz zu diesem Thema, den Strafvollzugsausschuss der Länder zu beauftragen, Grundlagen und Auswirkungen einer Einbeziehung der Gefangenen in die Rentenversicherung zu prüfen und das Ergebnis wiederum der Ministerkonferenz vorzulegen. Am 7. Juni 2018 erklärte die Justizministerkonferenz es nach einer Initiative des Landes Berlin „grundsätzlich für sinnvoll“, Gefangene und Sicherungsverwahrte in die Rentenversicherung einzubeziehen.